# Depósito de vehículos

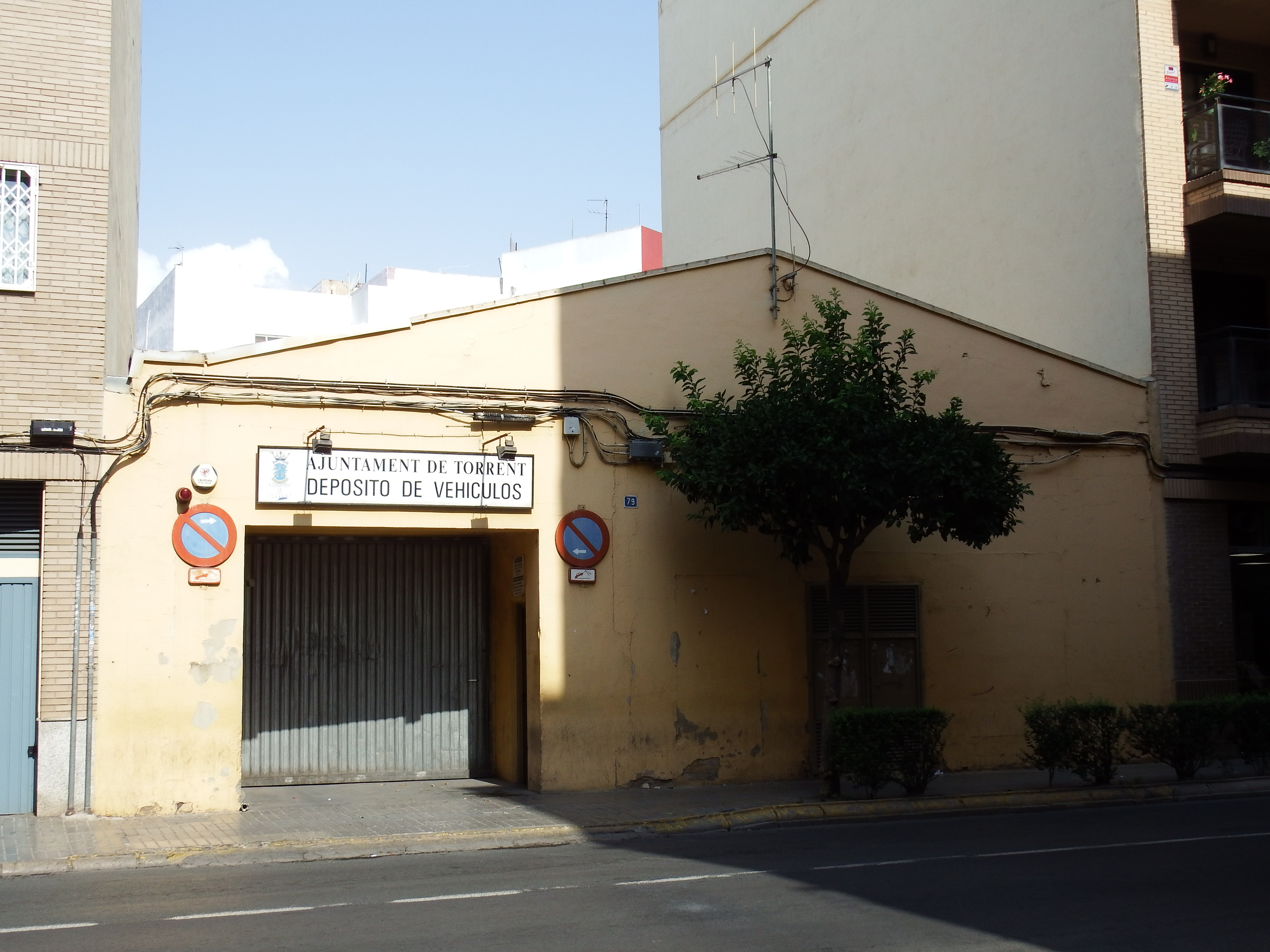
Depósito de vehículos de Torrente (Valencia), España.

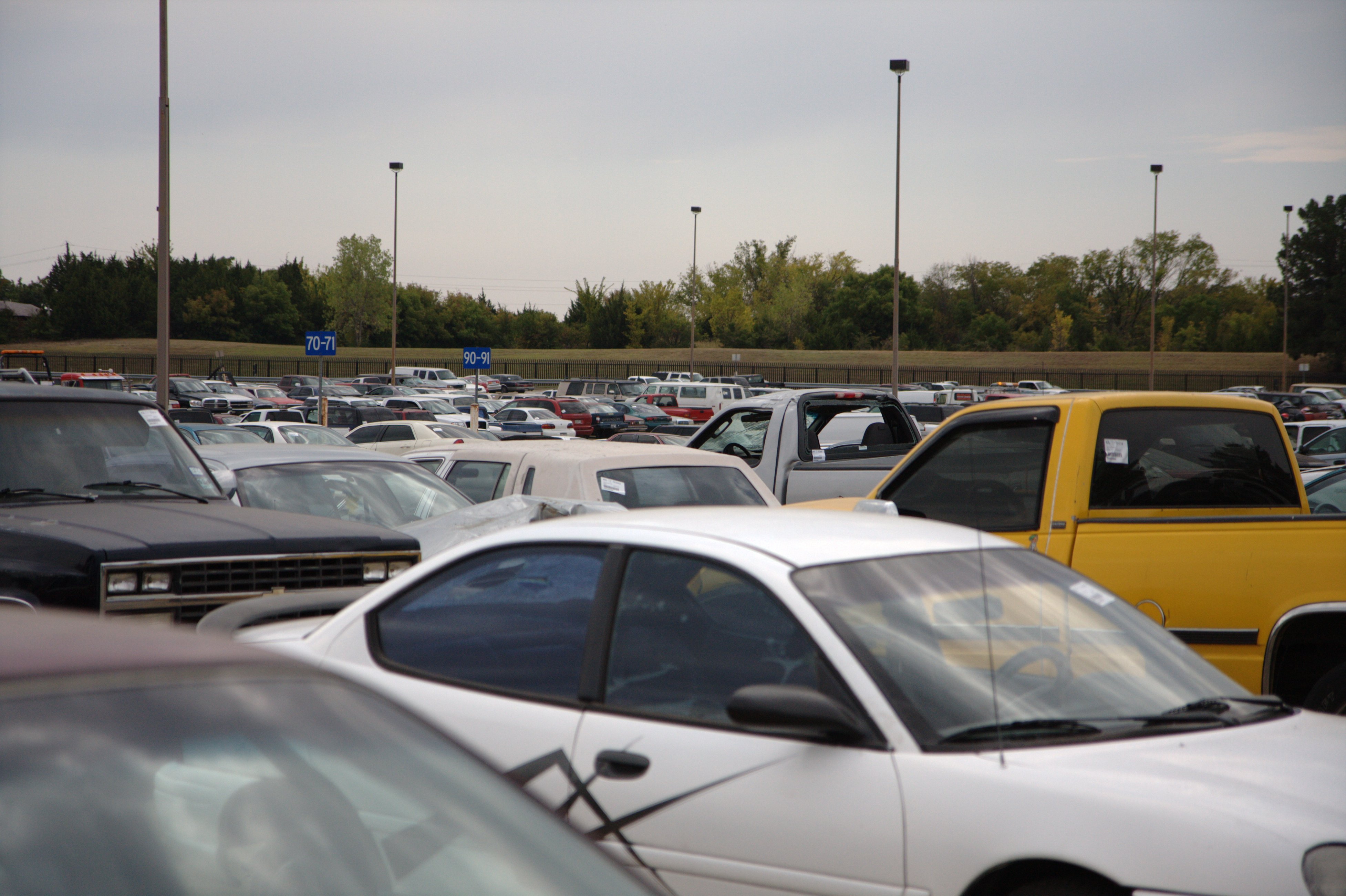
Un depósito de vehículos en Estados Unidos.

Un depósito de vehículos o depósito municipal (corralón en Hispanoamérica) es el lugar donde son enviados los vehículos cuyos conductores han infringido las normas de circulación o estacionamiento, o se presumen abandonados en la vía pública por sus propietarios.
Debe distinguirse del desguace, el lugar donde voluntariamente son desechados los vehículos que han finalizado su vida útil.
El depósito de vehículos puede ser de titularidad pública o concertada con una empresa de aparcamientos. El traslado del vehículo infractor se hace mediante grúa municipal, debiendo el propietario pagar las tasas de remolcado y permanencia en el depósito para recuperar su vehículo. Puede existir un límite de tiempo para esta acción; en la ciudad de Madrid los vehículos que permanecen 60 días en el depósito municipal se presumen abandonados y son enviados a la chatarrería.